# Strzelanina w Monterey Park
Strzelanina w Monterey Park – strzelanina, do której doszło w dniu 21 stycznia 2023 roku w miejscowości Monterey Park na przedmieściach Los Angeles w stanie Kalifornia w Stanach Zjednoczonych; w jej wyniku zginęło 12 osób, wliczając sprawcę, a 9 zostało rannych.

## Tło
Strzelanina miała miejsce w Monterey Park – mieście zamieszkanym głównie przez osoby pochodzenia azjatyckiego. W dniu ataku w miejscowości odbywały się obchody Chińskiego Nowego Roku.

## Przebieg
Strzelanina zaczęła się około godz. 22:22 wieczorem czasu lokalnego, w klubie tanecznym Star Ballroom Dance Studio, tuż po niej napastnik uciekł z miejsca zdarzenia jeszcze przed przyjazdem służb. Do ataku użyto półautomatycznego pistoletu z rozszerzoną pojemnością magazynka.
Co najmniej 17 minut po zdarzeniu z Monterey Park sprawca chciał wtargnąć do klubu w Alhambra. Został jednak rozbrojony przez osoby cywilne, po czym uciekł z miejsca zdarzenia. To, że była to ta sama osoba, potwierdziła policja.
Sprawcę znaleziono w mieście Torrance. Po otoczeniu vana, w którym się znajdował, przez funkcjonariuszy, popełnił samobójstwo, strzelając sobie w głowę przy użyciu pistoletu.

## Ofiary strzelaniny
W strzelaninie zginęło na miejscu 10 osób przebywających w barze w Monterey Park, a 10 następnych zostało rannych. Następnego dnia jedna z rannych osób zmarła w szpitalu w wyniku odniesionych obrażeń.

1. Valentino Alvero (lat 68)
2. Chia Ling Yau (lat 76)
3. Hong Jian (lat 62)
4. Huu Can Tran (lat 72)
5. Lilan Li (lat 73)
6. Ming Wei Ma (lat 72)
7. Muoi Ung (lat 67)
8. Mymy Nhan (lat 65)
9. Diana Tom (lat 70)
10. Wen Yu (lat 64)
11. Xiujuan Yu (lat 57)
12. Yu Kao (lat 72)

## Sprawca
Sprawca strzelaniny został zidentyfikowany przez miejscowe służby jako 72-letni Huu Can Tran, imigrant z Chin. Nie udało się ustalić motywów, którymi się kierował.

## Reakcje
Kondolencje w reakcji na strzelaninę złożyli między innymi, gubernator Kalifornii Gavin Newsom, burmistrzyni Los Angeles Karen Bass i prezydent USA Joe Biden, który nakazał spuszczenie flag do połowy masztu na budynkach państwowych, na znak oddania hołdu ofiarom strzelaniny.